# 希拉里·达夫
希拉蕊·朵芙（Hilary Erhard Duff；1987年9月28日—），是美國女演員、歌手、企業家、設計師。
年幼時年就開始接觸娛樂圈。在出演迪士尼频道电视剧《新成长的烦恼》（Lizzie McGuire）的主角後成名，而後開啟了她的電影生涯。
至今共發行了五張专辑。拥有個人時裝公司「Stuff by Hilary Duff」，香水品牌「With Love」。

## 幼年
希拉蕊·朵芙出生於美國得克薩斯州休斯敦市，父親羅伯特·朵芙（Robert Duff）經營一間連鎖便利商店，母親蘇珊·科林·考伯（Susan Colleen Cobb）家庭主婦。
在媽媽鼓勵下，希拉蕊和姐姐海莉·達夫（Haylie Duff）去上表演課之後，兩個女孩都在當地的劇院中獲得了演出機會。希拉蕊六歲時，和和姐姐海莉·達夫（Haylie Duff）在聖安東尼奧參加了哥倫布芭蕾舞團的芭蕾舞《胡桃夾子》演出。姐妹倆開始對於演員充滿憧憬與熱情，母親蘇珊·科林·考伯（Susan Colleen Cobb）決定帶著兩個孩子到加利福尼亞州。而父親羅伯特·朵芙留在休斯敦的家裡照看生意。在不斷的試鏡和面試中，朵芙姐妹參與了幾部電視廣告，開始了她們的演藝生涯。

## 演藝生涯

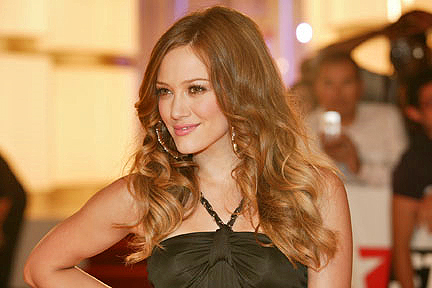
希拉蕊·朵芙在2007東京國際電影節

希拉蕊初期接演的作品大部分都是小角色，她在霍爾瑪娛樂公司拍攝的《真正的女人》（True Women，1997年）電視劇和作者兼導演威拉德·卡洛爾（Willard Carroll）的音樂喜劇《被心玩弄》（Playing by Heart，1998年）中同樣扮演了著不起眼的角色。
在1998年的電影《賈斯珀遇見溫迪》（Casper Meets Wendy）中第一次擔任主角，飾演一位年輕的女巫「溫蒂」（Wendy），溫迪在劇中遇到一個卡通形象「賈斯珀」（Casper）。然而就像電影《賈斯珀》（Casper，1995年）這部成功電影的續集《賈斯珀：英勇的開始》（Casper: A Spirited Beginning，1997年）一樣，該劇未以電影上市而是直接以錄影帶推出，未受好評並不被關心。這對第一次擔任主角的希拉蕊來說是一大打擊。
而後希拉蕊在一部電視劇《靈魂收藏家》（The Soul Collector）中扮演一個配角。這部電影改編自凱瑟琳·凱恩（Kathleen Kane）的小說，並由布魯斯·格林伍德（Bruce Greenwood）出演一個幫助一位死了丈夫的女農民（由梅麗莎·吉爾伯特（Melissa Gilbert）扮演）的天使。在這部電影中西拉蕊獲得了「青年藝術家獎」中的「電視電影或試播節目中最佳表演獎」的獎項。

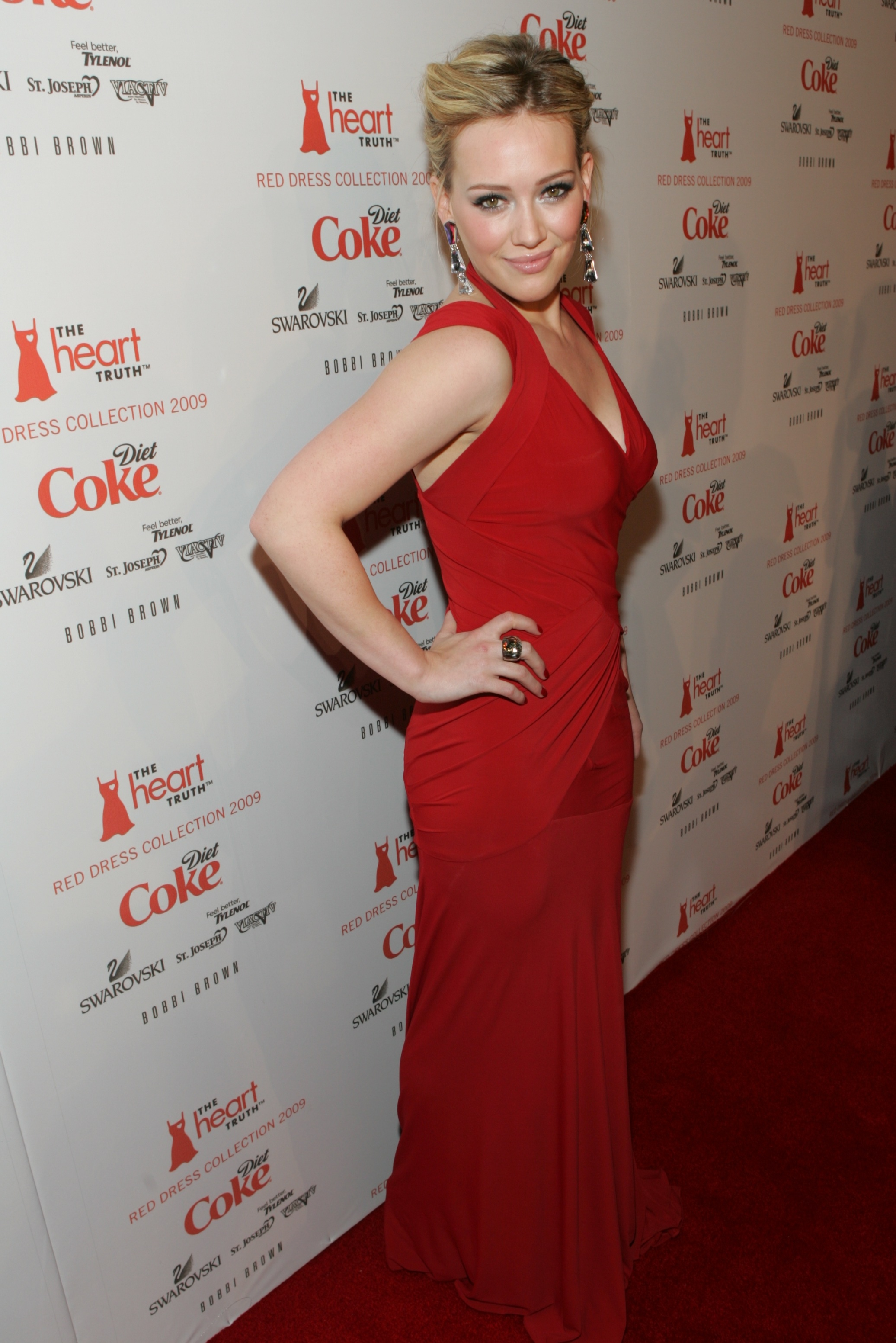
2009希拉里·达夫

希拉蕊第一次最被關注演出是在NBC的電視連續劇《Daddio》中。參與該劇演出的演員邁克爾·齊克利斯（Michael Chiklis）：「在與她工作的第一天後，我記得我對我的妻子說：『這個年輕的女孩將成為一位電影明星。』她極為輕鬆地掌控了她自己，並舒服地表現了她自己。」 但在這部電視劇開始播出之前，希拉蕊就從該劇演員陣容中退出了，並不太願意繼續她的表演事業。
她的經紀人和她的母親激勵她繼續努力，並且希拉蕊在一周後成功通過了情景喜劇《新成长的烦恼》的試鏡。
《莉琪的異想世界》（Lizzie Mcguire）於2001年1月在迪士尼頻道首次播出，它創造了每集230萬觀眾的驚人成績， 也成為了希拉蕊事業上的突破點。她在該劇中的演出讓她在7歲至10多歲的青少年中受到了極大的歡迎。《紐約每日新聞》的評論家理查德·赫夫（Richard Huff）稱她為「一個2002年版的安妮特·富尼切洛（Annette Funicello）」。在希拉蕊將與迪士尼公司關於《新成长的烦恼》的65集演出契約結束後，也參與《莉》的後續電影《平民天后》（The Lizzie Mcguire Movie）（2003年）並獲得極大的迴響。
之後，迪士尼有了一個想法：希望繼續讓希拉蕊拍攝更多電影，並讓她拍攝一部會在美國廣播公司黃金時間播出的電視劇，但這個計劃最終泡湯了。
希拉蕊在《新成长的烦恼》後參與的的第一部電影是《人性》（Human Nature，2002年），這部電影以獨立電影的身份在戛納及聖丹斯電影節上放映。該影片由查理·考夫曼（Charlie Kaufman）創作，米歇·龔德里（Michel Gondry）導演，故事圍繞一個由帕特里夏·阿奎特(Patricia Arquette)扮演的女博物學家展開。希拉蕊在其中扮演年輕時的博物學家。

希拉蕊與克里斯蒂·卡爾森·羅馬諾（Christy Carlson Romano）及加里·科爾（Gary Cole）一起參與演出了迪士尼頻道的電視電影《女兵報到》（Cadet Kelly）。這部電影成為了迪士尼頻道十九年來觀眾最多的影片。她出演主要角色的第一部放映影片是2003年與法蘭基·莫尼（Frankie Muniz）合作的《小鬼特務》（Agent Cody Banks）。這部電影的成功足以允許它進行續集的拍攝，但希拉蕊並沒有參與。同年，希拉蕊演出《十二生笑》（Cheaper by the Dozen）並扮演劇中史提夫·馬丁（Steve Martin）及邦妮·亨特（Bonnie Hunt）所飾父母的12個兒女之一。這部電影的成功，替希拉蕊帶來了相當高的收入。她在2005年的續集《二十四笑》（Cheaper by the Dozen 2）中再次出演了該角色。但續集並未獲得與第一部相當的票房與評價，且飽受了各種批評的聲浪。
2004年，希拉蕊出演了一部校園浪漫愛情電影《灰姑娘的玻璃手機》（A Cinderella Story）。這是一部不同於傳統的新版《灰姑娘》故事。並獲得了不錯票房成績，希拉蕊以及她在劇中的搭檔查德·麥可·莫瑞（Chad Michael Murray）在片中的演出表現讓人現印象深刻。該片在全球獲得了66,068,046美元的總收入，創造了商業上的成功。
同年，希拉蕊主演了電影《劲歌飞扬》（Raise Your Voice）。雖然一些評論對希拉蕊在該片中扮演不同以往具有戲劇性的角色給予正面評價，但這部影片仍遭到了猛烈的批評。《拉斯維加斯週刊》寫道：「簡單地將希拉蕊糟糕的演技和糟糕的歌聲以及糟糕的劇本和糟糕的導演聯合起來，《勁歌飛揚》就是一部請求大家沉默的侮辱時間的垃圾。」大多數評論也對希拉蕊在片中的歌聲持否定態度(個別評論直接指出她的聲音經過了特殊處理），而不提她的表演。希拉蕊因為在該片中的表現獲得了金酸莓獎的「最糟糕女演員」獎項提名。該片的票房收入不盡理想，票房為$13,573,284美元。
其後，希拉蕊影片《超完美男人》（The Perfect Man，2005年）中，扮演一個離異後搬到紐約市拚命尋找一個可以一起生活的男人的女性形象（海瑟·洛克萊飾）的大女兒。評論大多是負面，票房成績也很慘淡，票房為$19,770,475美元。那一年，達夫再次因為在《超完美男人》和《二十四笑》中的表現而獲金酸莓獎提名。
電影《落難富家女》（Material Girls）由瑪莎·庫利奇（Martha Coolidge）導演，瑪丹娜合作演出，Maverick Films公司出品的獨立電影。
希拉蕊和親姐姐海莉·達夫（Haylie Duff）扮演著一對富家千金，描述她們因家道中落，而丟失名譽後靠著自己的努力重獲財富的故事。
這部影片於2006年8月18日在美國上映，全球票房為$16,847,695美元。兩姐妹也為獅門娛樂公司動畫戲劇《食物大戰》（Foodfight!）配音。該劇的導演拉里·卡薩諾夫（Larry Kasanoff）說他「絕對為朵芙姐妹的加盟感到激動」。
 將於2008年4月在美國上映。她的新電影「戰爭製造公司」（War, Inc.）預計終2008年4月在美國上映，男主角為"1408"的約翰·庫薩克（John Cusack），由約翰·庫薩克點名要她當優尼卡·寶貝（Yonica Babiak）一角，與希拉蕊以往的電影風格有很大的差別。希拉蕊所拍攝拍攝的兩部電影《According to Greta》及《What Goes Up》，於2009年上映。在2009年7月，她參演劇集《花邊教主》。2010年她拍攝電影《Beauty & the Briefcase》。2011年她拍攝電影《Bloodworth》及《Stay Cool》。2011年8月她拍攝電影《She Wants Me》。

## 音樂事業
專輯全球銷售量）

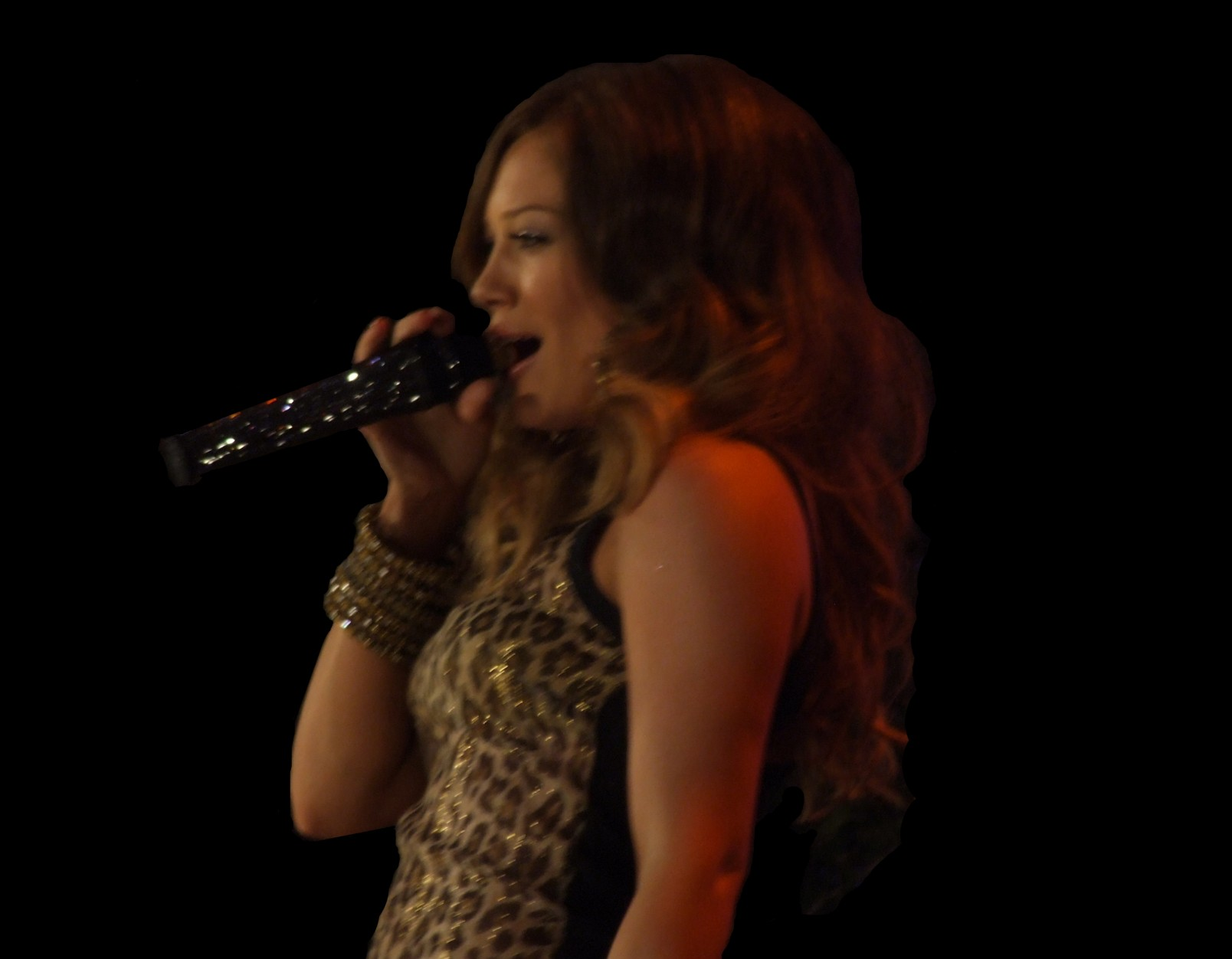
達夫在加拿大多倫多演唱。

2002年10月15日 甜心的聖誕祝福 Santa Claus Lane - 50萬張

2003年8月26日  甜心日記Metamorphosis    - 500萬張

2004年9月28日  貼近希拉蕊Hilary Duff    - 300萬張 

2005年8月16日  神采飛揚Most Wanted      - 250萬張

2007年4月3日   玩美蛻變Dignity          - 50萬張

### 初期以及第一張專輯
希拉蕊在2002年為《莉琪的異想世界》迪士尼電視劇原聲專輯翻唱了布魯克·邁克里蒙特（Brooke McClymont）創作的歌曲〈I Can't Wait〉，並為迪士尼的第一張《Disneymania》專輯演唱了〈The Tiki Tiki Tiki Room〉。她的第一張專輯是《Santa Claus Lane》（2002年），這是一張聖誕歌曲的集合。其中的〈Tell Me a Story〉由迪士尼頻道伴奏，這首歌曲衝上了美國公告牌二百强专辑榜排行榜的100多名。該專輯的主打歌被包括進了《The Santa Clause 2》專輯中，另有一首歌被用到了電影《十二生笑》中。
希拉蕊為電視影集《莉琪的異想世界》的連續電影《平民天后》演唱了數首歌曲，其中包括〈Why Not〉，這首歌曲在澳大利亞登上了前20名排行榜。
希拉蕊的第二張專輯《Metamorphosis》（2003年），在音樂製作人The Matrix等的共同努力下，一舉登上了北美排行榜的頭名。該專輯成為當年美國最暢銷唱片之一，至今已經銷售超過370萬張。該專輯主打歌〈So Yersterday〉在數個國家的歌曲排行榜上登上前10名，其音樂視頻也在MTV頻道多次放映，然而專輯中的《Come Clean》則是希拉蕊的第一首登上美國排行前40名的歌曲，在其他地方也進入了前20名。最後一首單曲〈Little Voice〉並未在美國發行，而在加拿大和澳大利亞製造了一個小的轟動。2003年晚些時候，達夫開始了她的第一次巡演——「the Metamorphosis Tour」。

### 第二張專輯《Disneymania》
於2004年1月發行，包括了與其姐姐海莉·朵芙（Haylie Duff）的二重唱歌曲〈The Siamese Cat Song〉。另一首歌〈Circle of Life〉由包括希拉蕊在內的眾多迪士尼明星合作完成。希拉蕊與她的姐姐[海莉·朵芙]]（Haylie Duff）共同為電影《無線兩心知》的原聲專輯翻唱了The Go-Go's的〈Our Lips Are Sealed〉。該原聲專輯還包括了其他兩首希拉蕊的歌曲。〈Our Lips Are Sealed〉的音樂電視在MTV頻道的「TRL」節目中受到歡迎，但卻沒有登上美國的Billboard Hot 100排行榜。

### 第三張專輯《Hilary Duff》
希拉蕊參與創作了幾首專輯中的歌曲，這張專輯以希拉蕊的名字命名。這張專輯的風格比《Metamorphosis》更加尖銳，更富搖滾色彩。該專輯於她17歲生日（在2004年9月）發行，並登上美國排行第二以及加拿大排行第一。該專輯至今共售出超過一百五十萬張，但儘管有受歡迎的的音樂電視出馬，單曲〈Fly〉仍在美國單曲排行榜上失利。該單曲以及〈Someone's Watching over Me〉都登上了澳大利亞前四十名。但由於這張專輯並沒有《Metamorphosis》成功，因此沒有再發行其他單曲。希拉蕊隨後開始了為期九個月的「Most Wanted」巡演。

### 第四張專輯《Most Wanted》
這張專輯（2005年）包括了希拉蕊最喜歡的前兩張專輯中的歌曲、重新混音版以及幾首受到搖滾歌手影響後創作的新歌。希拉蕊稱這不是一張成功歌曲的精選集，而是她的商業形勢告訴她該出一張新專輯了。相對於前幾張專輯，她對這張專輯有著更富創造性的掌控，同在樂隊狂野夏洛特（Good Charlotte）的男朋友喬爾·麥登（Joel Madden）和他的兄弟本吉·麥登（Benji Madden）幫助希拉蕊一起創作和製作了些新的歌曲。主打歌〈Wake Up〉得到了希拉蕊歌曲在Billboard Hot 100排行榜上的最高排名，也是她在美國獲得最高排名的單曲。這首歌的音樂電視在MTV頻道反覆播放。第二首單曲〈Beat of My Heart〉的視頻同樣很受歡迎，但該單曲本身卻並沒有登上排行榜前列。這張專輯登上了公告牌二百强专辑榜排行榜的第一名，並成為達夫第三張在加拿大獲得排行第一的專輯。截至2006年3月，該專輯已經在美國售出130萬張。

### 第五張專輯《Dignity》
希拉蕊改變了以往的音樂風格，由流行搖滾變為帶有80年代味道、hip-hop風格，及印度味的跳舞歌曲，專輯中所有歌曲都由希拉蕊跟凱拉·狄奧果笛（Kara DioGuardi）填詞，並請來多位重量級製作人，包括黑眼豆豆（Black eyed peas）的Will.i.am及曾為多位天王天后當監制並奪得格林美音樂獎的瑞特·勞倫斯（Rhett Lawrence）。因專輯製作的時間剛是希拉蕊與前男友喬爾·馬登分手的時期，難免有人認為有些歌詞是表達自己的感情及談及喬爾·馬登與新女友妮可·里奇（Nicole Richie），而歌曲〈Gypsy Woman〉是希拉蕊寫出一個女人搶走父親、破壞自己家庭的故事，但歌詞亦令人想到妮可·里奇（Nicole Richie），專輯中的"Dignity"及"Stranger"亦是如此。

### 第六張專輯《Best Of Hilary Duff》
於2008年11月發行。其單曲〈Reach Out〉由共和時代（OneRepublic）主唱萊恩·泰德（Ryan Tedder）填詞及取樣於英國組合流行尖端（Depeche Mode）的〈Personal Jesus〉。此專輯包括兩首新歌〈Reach Out〉、〈Holiday〉及精選歌曲。

### 第七張專輯《Breathe In. Breathe Out.》
於美國時間2015年6月12日由 RCA 唱片 發行。而台壓版則於2015年6月23日發行並譯為《心動瞬間》。繼上張專輯 Best Of Hilary Duff 發行已有8年之久。其主打單曲為（Chasing the Sun）及（All About You），然而最後這兩首歌曲僅特別收錄於 Fanjoy 版本，並將其主打單曲更改為（Sparks）。
Sparks 的 MV 也於2015年5月14日上傳，並在粉絲要求下於2015年5月28日上傳另一個版本，而新MV也更接近於傳統的 MV 。

## 個人生活

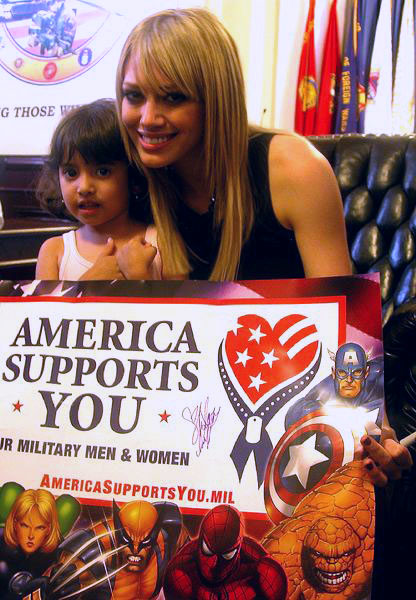
希拉里·達夫參加「關心美國軍人家庭」活動

2000年起達夫開始與歌手亞倫·卡特約會，他們的關係持續了一年半，隨後卡特轉而投向女演員琳賽·羅涵，後來再次回到達夫身邊。後來卡特指自己與她最好的朋友一起欺騙了達夫，並提到達夫因此傷透了心，對此感到道歉。達夫與琳賽·羅涵後來被報道兩人有「不和」，原因就是她們和卡特的關係。直到2006年有報道稱兩人仍未和解，達夫還說過「有時我真的覺得恨她（羅涵），她對我太極端了。」2007年，希拉蕊主動約琳賽到專輯"Dignity"的慶功會，雙方關係和好，並在雜誌People中提及琳賽是個有趣及和善的女孩。
2004年達夫開始與搖滾樂團狂野夏洛特（Good Charlotte）主唱喬爾·馬登（Joel Madden）約會。在一系列小報消息和謠言之後，兩人於2005年6月公開了他們的關係。在2006年6月的《ELLE》雜誌採訪中，引述了達夫的話：「我當然喜歡自己是個處女。這並不代表我不思考性，因為我知道的每個人都有過，並且你也想適應。」但兩人於2006年11月分手。2008年亞倫·卡特在個人網誌表示他會一直等候希拉蕊，當希拉蕊有需要的時候，他會在希拉蕊身邊  （页面存档备份，存于）。
達夫參與了數個慈善機構的工作，是個動物權利狂熱支持者，還是「有理想的孩子」組織的成員，並曾經向卡特里娜颶風的災民捐贈了250,000美元。她於2004年3月12日創建了一個服裝品牌「Stuff by Duff」，其產品在美國、加拿大和澳大利亞有售。2007年她設計了一款香水「With Love」，在歐美地區有售。
在2005年8月，達夫說她由於在一次演唱會上把一顆門牙在麥克風上磕碎而去接受了補牙。在2005年晚些時候，達夫給自己放了一個月的假，用來補償她的18歲生日。2005年底，達夫也曾說自己減了肥，這引起媒體關於她是否有飲食紊亂的討論，而達夫堅決否認這一點。在最近的一次澳大利亞電視節目「今天，今晚」的採訪中，達夫說自己是通過培養運動型的生活方式來減肥的。
在2007年，達夫開始與NHL的球員麥克·科姆（Mike Comrie （页面存档备份，存于））交往。在2010年2月19日，達夫與Comrie宣佈了訂婚的消息。他們於2010年8月14日在加州的聖巴巴拉完婚。 一年後的2011年8月14日，達夫於她的官方網站上宣布懷孕的消息。 過不久之後宣布為男孩。
而在2014年1月10日，這對夫妻宣布分手。
自2017年1月，達夫正在與歌手及創作人馬修·柯瑪（Matthew Koma）交往。在2018年6月8日，他們共同在Instagram上張貼柯瑪溫情擁吻挺著孕肚的達夫，正式宣布達夫懷了女寶寶的消息，這也是他們情侶倆的第一個孩子（達夫的第二個，柯瑪的第一個）。2019年5月9日，他們共同在Instagram上宣布柯瑪向達夫求婚成功，兩人即將步入婚姻，昔日好友都留言給予祝福。

## 影視年表

### 電影
| 年份   | 片名                                                    | 角色                                                         | 注                          |
| ------ | ------------------------------------------------------- | ------------------------------------------------------------ | --------------------------- |
| 1999年 | 《賈斯珀遇見溫迪》(Casper Meets Wendy)                  | 溫迪(Wendy)                                                  | 錄像帶首映                  |
| 1999年 | 《靈魂收藏家》(The Soul Collector)                      | 埃莉(Ellie)                                                  | 電視電影                    |
| 2002年 | 《人性》(Human Nature)                                  | 年輕時的萊拉·朱特(Lila Jute)                                 |                             |
| 2002年 | 《女兵報到》(Cadet Kelly)                               | 凱利·柯林斯(Kelly Collins)                                   | 電視電影                    |
| 2003年 | 《小鬼特務》(Agent Cody Banks)                          | 納塔麗·卡諾斯(Natalie Connors)                               |                             |
| 2003年 | 《平民天后》(The Lizzie McGuire Movie)                  | 利齊·邁奎爾(Lizzie McGuire)/伊莎貝拉·帕里基(Isabella Parigi) |                             |
| 2003年 | 《十二生笑》(Cheaper by the Dozen)                      | 羅琳·貝克(Lorraine Baker)                                    |                             |
| 2004年 | 《灰姑娘的玻璃手機》(A Cinderella Story)                | 珊曼莎·蒙哥馬利(Samantha Montgomery)                         |                             |
| 2004年 | 《劲歌飞扬》(Raise Your Voice)                          | 特里·弗萊切(Terri Fletcher)                                    |                             |
| 2004年 | 《尋找聖誕老人》(In Search of Santa)                    | 水晶(Crystal)                                                | 錄像帶首映                  |
| 2005年 | 《絕世好男人》(The Perfect Man)                         | 霍莉·漢密爾頓(Holly Hamilton)                                |                             |
| 2005年 | 《二十四笑》(Cheaper by the Dozen 2)                    | 羅琳·貝克(Lorraine Baker)                                    |                             |
| 2006年 | 《落難富家女》(Material Girls)                          | 坦齊·瑪切塔(Tanzie Marchetta)                                | 美國首映時間：2006年8月18日 |
| 2008年 | 《War, Inc.》(War, Inc.)                                | Yonica Babyyeah                                              |                             |
| 2009年 | 《What Goes Up》(What Goes Up)                          | Lucy Diamond                                                 |                             |
| 2009年 | 《According to Greta》(According to Greta)              | Greta                                                        |                             |
| 2010年 | 《Beauty & the Briefcasesmall》(Beauty & the Briefcase) | Lane Daniels                                                 |                             |
| 2011年 | 《Bloodworth》(Bloodworth)                              | Raven Halfacre                                               |                             |
| 2011年 | 《Stay Cool》(Stay Cool)                                | Shasta O'Niel                                                |                             |
| 2012年 | 《She Wants Me》(She Wants Me)                          | Kim Powers                                                   |                             |

### 劇集
| 年份      | 片名                     | 角色                               | 注     |
| --------- | ------------------------ | ---------------------------------- | ------ |
| 1997      | True Women               |                                    | 小角色 |
| 2000      | Chicago Hope             | Jessie Seldon                      |        |
| 2001–2004 | 莉琪的異想世界           | Lizzie McGuire                     | 女主角 |
| 2003      | George Lopez             | Stephanie                          |        |
| 2003      | American Dreams          | The Shangri-Las (with Haylie Duff) |        |
| 2004      | Frasier                  | Britney                            |        |
| 2005      | Joan of Arcadia          | Dylan Samuels                      |        |
| 2005      | George Lopez             | Kenzie                             |        |
| 2005      | Dear Santa               | 自己                               |        |
| 2007      | The·Andy Milonakis Show  | 自己                               |        |
| 2007      | Hilary Duff: This Is Now | 自己                               |        |
| 2009      | 靈感應                   | Morgan Jeffries                    |        |
| 2009      | 法律与秩序：特殊受害者   | Ashlee Walker                      |        |
| 2009      | 花邊教主                 | Olivia Burke                       |        |
| 2010      | 廢柴聯盟                 | Meghan                             |        |
| 2015      | 年輕一代                 | Kelsey Peters                      |        |
| 2022      | 追愛總動員之相愛百分百   | Sophie Tompkins                    |        |

## 唱片

### 專輯
| 年份   | 專輯名稱           | 原名                     | 銷售量     |
| ------ | ------------------ | ------------------------ | ---------- |
| 2002年 | 甜心的耶誕祝福     | Santa Claus Lane         | 900,000+   |
| 2003年 | 甜心日記           | Metamorphosis            | 4,800,000+ |
| 2004年 | 貼近希拉蕊         | Hilary Duff              | 2,700,000+ |
| 2005年 | 神采飛揚 新歌+精選 | Most Wanted              | 2,500,000+ |
| 2007年 | 玩美蛻變           | Dignity                  | 700,000+   |
| 2008年 | 嬌點 新歌+精選     | Best Of Hilary Duff      |            |
| 2015年 | 心動瞬間           | Breathe In. Breathe Out. |            |

### 單曲
| 年份   | 歌名                                    | 專輯                     | 排行 | 排行 | 排行 | 排行 | 排行 | 排行 | 排行 | 排行 |
| 年份   | 歌名                                    | 專輯                     | 美   | 英   | 加   | 澳   | 巴   | 瑞   | 法   | 新   |
| ------ | --------------------------------------- | ------------------------ | ---- | ---- | ---- | ---- | ---- | ---- | ---- | ---- |
| 2003年 | 《Why Not》                             | 《平民天后原聲專輯》       | —    | —    | —    | 14   | —    | —    | —    | 15   |
| 2003年 | 《So Yesterday》                        | 《Metamorphosis》        | 42   | 9    | 2    | 8    | —    | 28   | 8    | 23   |
| 2003年 | 《Come Clean》                          | 《Metamorphosis》        | 35   | 18   | 7    | 17   | —    | 78   | 29   | 17   |
| 2004年 | 《Little Voice》                        | 《Metamorphosis》        | —    | —    | 29   | 29   | —    | —    | —    | —    |
| 2004年 | 《Our Lips Are Sealed》 （與海莉·達夫） | 《無線兩心知原聲專輯》   | —    | —    | —    | 8    | —    | —    | —    | —    |
| 2004年 | 《Fly》                                 | 《Hilary Duff》          | —    | 20   | 17   | 21   | —    | —    | —    | 24   |
| 2005年 | 《Someone's Watching over Me》          | 《Hilary Duff》          | —    | —    | —    | 22   | —    | —    | —    | —    |
| 2005年 | 《Wake Up》                             | 《Most Wanted》          | 29   | 7    | 6    | 15   | 28   | 31   | 24   | 24   |
| 2005年 | 《Beat of My Heart》                    | 《Most Wanted》          | —    | —    | —    | 13   | —    | 89   | —    | —    |
| 2006年 | 《Play with Fire》                      | 《Dignity》              | —    | —    | —    | —    | —    | —    | —    | —    |
| 2007年 | 《With Love》                           | 《Dignity》              | 24   | 29   | —    | 22   | —    | —    | —    | 27   |
| 2007年 | 《Stranger》                            | 《Dignity》              | 97   | —    | 86   | —    | 20   | —    | —    | —    |
| 2008年 | 《Reach Out》                           | 《Best of Hilary Duff》  | —    | —    | —    | —    | —    | —    | —    | —    |
| 2014年 | 《Chasing the Sun》                     | 《心動瞬間 Fanjoy 版本》 | —    | —    | —    | —    | —    | —    | —    | —    |
| 2014年 | 《All About You》                       | 《心動瞬間 Fanjoy 版本》 | —    | —    | —    | —    | —    | —    | —    | —    |

### 電影原聲
| 年份   | 歌曲                                                   | 電影或電視劇     |
| ------ | ------------------------------------------------------ | ---------------- |
| 2002年 | 〈I Can't Wait〉                                       | 《新成長的煩惱》 |
| 2002年 | 〈Santa Claus Lane〉                                   | 《聖誕老人2》    |
| 2003年 | 〈Why Not〉                                            | 《平民天》       |
| 2003年 | 〈What Dreams Are Made Of〉（民歌版）（與亞尼·格爾曼） | 《平民天》       |
| 2003年 | 《What Dreams Are Made Of》                            | 《平民天》       |
| 2003年 | 〈Why Not〉（McMix版）                                 | 《平民天》       |
| 2004年 | 〈Our Lips Are Sealed〉 （與海莉·達夫）                | 《無線兩心知》   |
| 2004年 | 〈Anywhere but Here〉                                  | 《無線兩心知》   |
| 2004年 | 〈Girl Can Rock〉                                      | 《無線兩心知》   |
| 2004年 | 〈Now You Know〉                                       | 《無線兩心知》   |
| 2004年 | 〈Crash World〉                                        | 《無線兩心知》   |
| 2006年 | 〈Material Girl〉 與海莉·達夫                          | 《拜金女郎》     |
| 2006年 | 〈Happy〉                                              | 《拜金女郎》     |
| 2006年 | 〈Smile〉                                              | 《拜金女郎》     |

### 排行
- RIAA可搜索數據庫
- Rock on the Net：希拉里·達夫 （页面存档备份，存于）
- 全音樂指南：希拉里·達夫（页面存档备份，存于）
- 環球排行榜：希拉里·達夫 （页面存档备份，存于）

## 外部連結
- 官方網站
- 官方音樂網站[永久]
- Hilary Duff在TV.com
- Hilary Duff在互联网电影资料库（IMDb）上的資料（英文）